# Maria Demencia Morales
Maria Demencia Morales (Amherst, 21 dicembre 1992) è una pallavolista statunitense di origine portoricana.
Gioca nel ruolo di schiacciatrice nelle Leonas de Ponce.

## Carriera
La carriera di Maria Demencia Morales, anche nota come Deme Morales, inizia nei tornei scolastici statunitensi, giocando per la Marion L. Steele High School. Al termine delle scuole superiori entra a far parte della squadra di pallavolo femminile della University of Wisconsin-Madison, partecipando alla NCAA Division I dal 2011 al 2014: durante i quattro anni con le Badgers raggiunge la finale NCAA nel 2013, ricevendo anche alcuni riconoscimenti individuali.
Nella stagione 2015-16 firma il suo primo contratto professionistico, approdando in Danimarca, dove partecipa alla VolleyLigaen col Brøndby Volleyball Klub, vincendo la Coppa di Danimarca e lo scudetto; al termine degli impegni col club si reca in Porto Rico, dove partecipa alla fase finale della Liga de Voleibol Superior Femenino 2016 con le Indias de Mayagüez, venendo impiegata come giocatrice locale grazie alle origini portoricane della propria famiglia e raggiungendo le finali scudetto. Nella stagione seguente fa ritorno al Brøndby Volleyball Klub, con cui si aggiudica nuovamente la Coppa di Danimarca: resta al club danese fino a dicembre 2016, quando ritorna a Porto Rico per disputare la Liga de Voleibol Superior Femenino 2017 con le Leonas de Ponce.

## Palmarès

### Club
- Campionato danese: 1

2015-16
- Coppa di Danimarca: 2

2015-16, 2016-17

### Premi individuali
- 2013 - NCAA Division I: Lexington Regional All-Tournament Team
- 2013 - NCAA Division I: Seattle National All-Tournament Team